# جان کریستوفر مک‌گینلی
جان کریستوفر مک‌گینلی (انگلیسی: John C. McGinley؛ زادهٔ ۳ اوت ۱۹۵۹) بازیگر، فیلم‌نامه‌نویس، تهیه‌کننده، صداپیشه، و کارگردان اهل ایالات متحده آمریکا است. وی از سال ۱۹۸۵ میلادی تاکنون مشغول فعالیت بوده‌است.
از فیلم‌ها یا برنامه‌های تلویزیونی که وی در آن نقش داشته‌است می‌توان به جوخه، هفت، صخره، وال‌استریت، متولد چهارم ژوئیه، هر یکشنبه کذایی، حیوانات، هویت، روی زمین مرگبار، گرازهای وحشی، نیکسون، یک شغل پیدا کن، محیط اداره، ۴۲، کارمان تمام شده؟، نقطه شکست، کوه‌نشین ۲، رادیو گفتگو، کالین فیتز زندگی می‌کند!، تماشا کنید و نجات از شکار شدن اشاره کرد.